# Bodolyabér
Bodolyabér (kroatisch Đabir) ist eine ungarische Gemeinde im Kreis Komló im Komitat Baranya.

## Geografische Lage
Bodolyabér liegt 16 Kilometer nordwestlich des Komitatssitzes Pécs, 11 Kilometer westlich der Kreisstadt Komló und 6 Kilometer südlich der Stadt Sásd, östlich des Ortes befindet sich der Kanal Baranya-csatorna. Nachbargemeinden sind Oroszló, Magyarhertelend und Kishajmás.

## Geschichte
Bodolyabér entstand 1950 durch den Zusammenschluss der Orte Egyházasbér und Kisbodolya.

## Sehenswürdigkeiten
- Römisch-katholisches Gotteshaus, in einer ehemaligen Schule, mit freistehendem Glockenturm

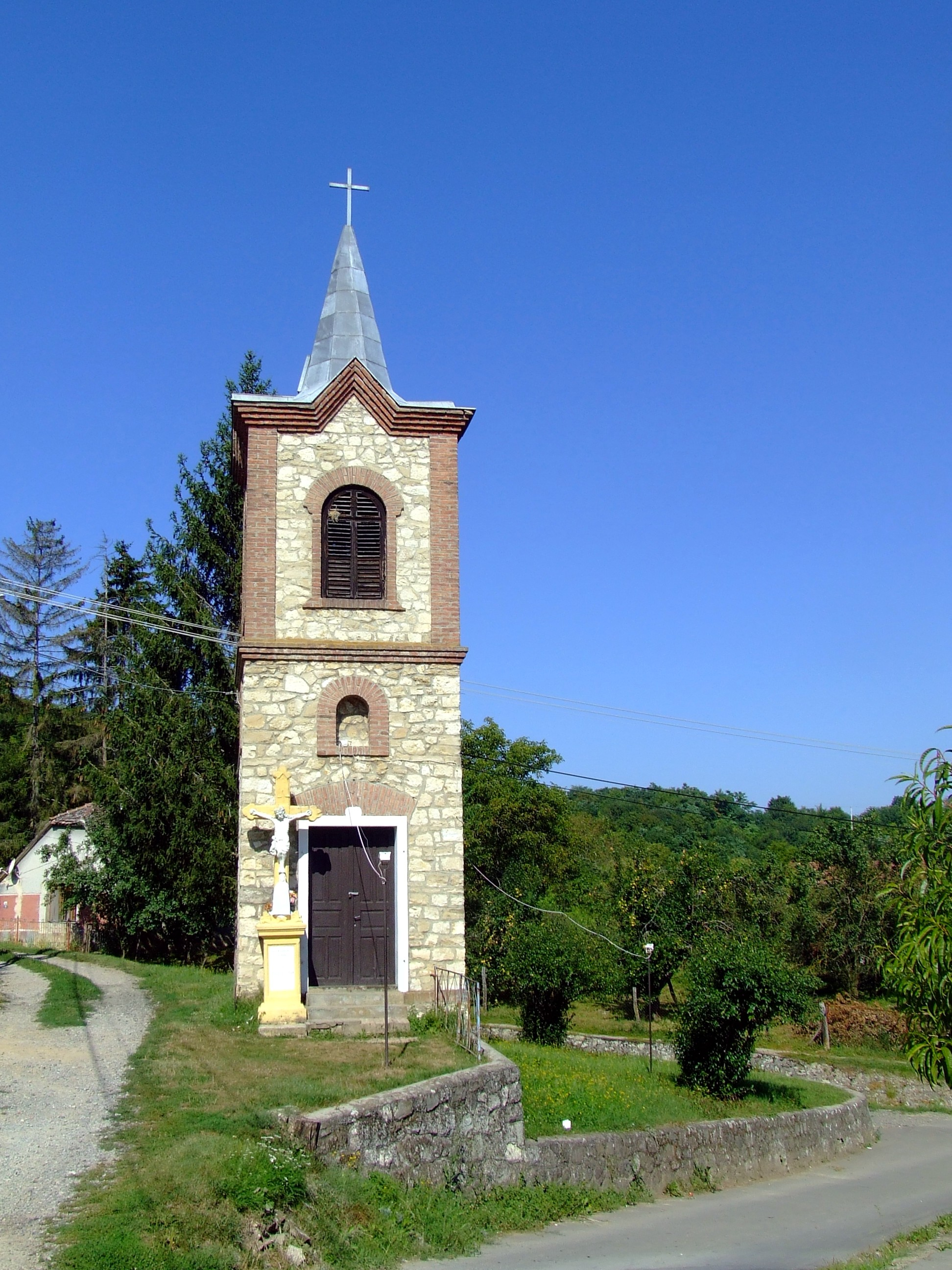
Römisch-katholischer Glockenturm
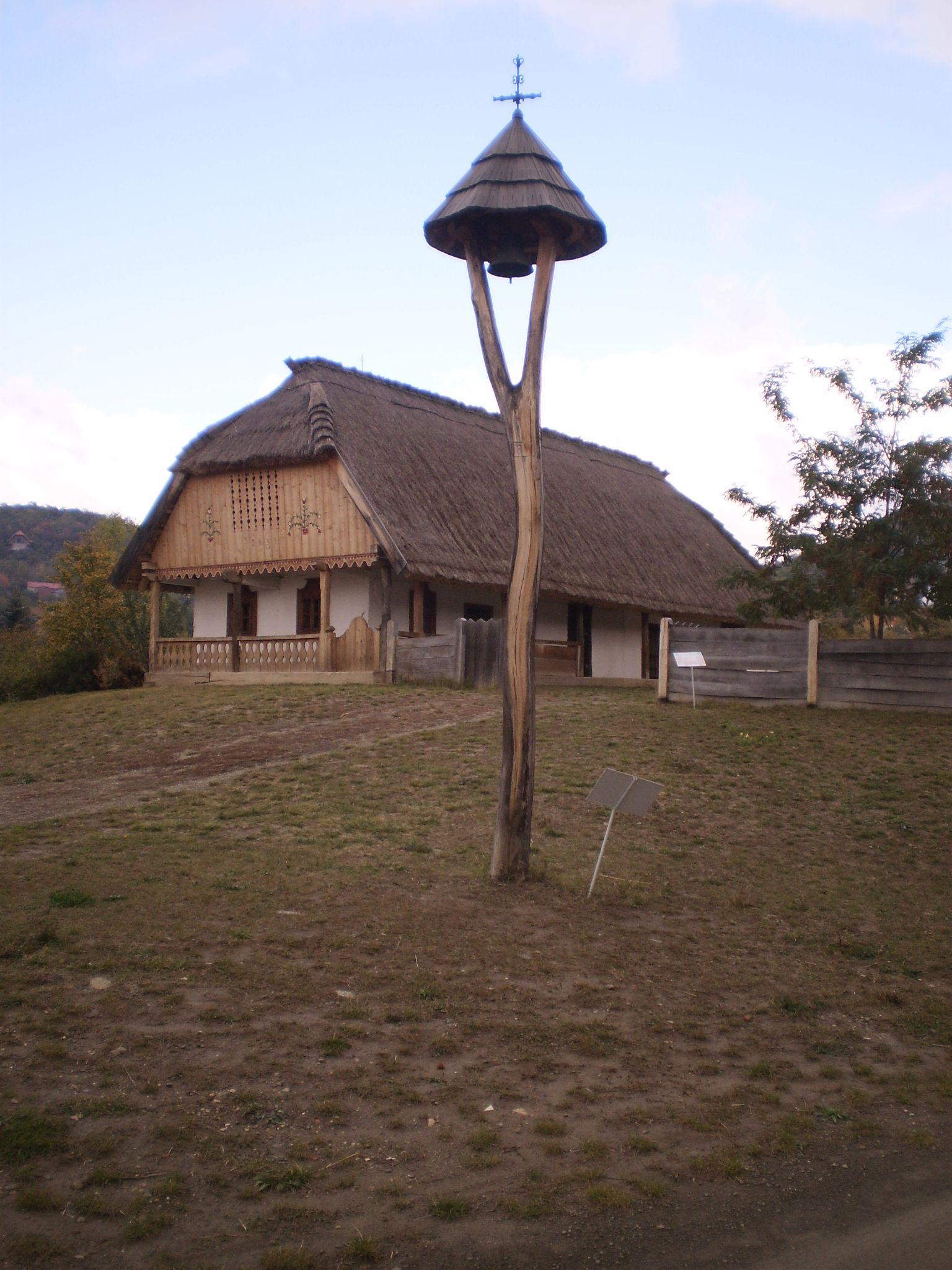
Bauernhaus mit Glocke

## Verkehr
Durch Bodolyabér führt die Landstraße Nr. 6602. Der Bahnhof befindet sich ein  Kilometer östlich des Ortszentrums und ist angebunden an die Eisenbahnstrecke von Sásd nach Komló.